# آلفين كالي
آلفين كالي هو سياسي أمريكي، ولد في 7 نوفمبر 1909 في مقاطعة كلاريون في الولايات المتحدة، وتوفي في 27 أكتوبر 1986. نشط حزبياً في الحزب الجمهوري. وقد انتخب عضو مجلس نواب بنسيلفانيا ‏.